# Republika Federalna Niemiec na Zimowych Igrzyskach Olimpijskich 1976
Republikę Federalną Niemiec na Zimowych Igrzyskach Olimpijskich 1976 reprezentowało 71 zawodników: 56 mężczyzn i 15 kobiet. Był to trzeci start reprezentacji RFN na zimowych igrzyskach olimpijskich.

## Zdobyte medale
| Medal  | Zawodnik | Dyscyplina            | Konkurencja             | Rezultat     |
| ------ | --- | --------------------- | ----------------------- | ------------ |
| Złoto  | Rosi Mittermaier | Narciarstwo alpejskie | Bieg zjazdowy kobiet    | 1:46,16 min  |
| Złoto  | Rosi Mittermaier | Narciarstwo alpejskie | Slalom specjalny kobiet | 1:30,54 min  |
| Srebro | Wolfgang Zimmerer, Manfred Schumann | Bobsleje              | Dwójki mężczyzn         | 3:44,99 min  |
| Srebro | Urban Hettich | Kombinacja norweska   | Indywidualnie           | 418,90 pkt   |
| Srebro | Rosi Mittermaier | Narciarstwo alpejskie | Slalom gigant kobiet    | 1:29,25 min  |
| Srebro | Josef Fendt | Saneczkarstwo         | Jedynki mężczyzn        | 3:28,196 min |
| Srebro | Hans Brandner, Balthasar Schwarm | Saneczkarstwo         | Dwójki mężczyzn         | 1:25,889 min |
| Brąz   | Wolfgang Zimmerer, Peter Utzschneider, Bodo Bittner, Manfred Schumann | Bobsleje              | Czwórki mężczyzn        | 3:41,37 min  |
| Brąz   | Erich Weishaupt, Toni Kehle, Rudi Thanner, Josef Völk, Udo Kießling, Stefan Metz, Klaus Auhuber, Ignaz Berndaner, Rainer Philipp, Lorenz Funk, Wolfgang Boos, Ernst Köpf, Ferenc Vozar, Walter Köberle, Erich Kühnhackl, Alois Schloder, Martin Hinterstocker, Franz Reindl | Hokej na lodzie       | turniej mężczyzn        |              |
| Brąz   | Elisabeth Demleitner | Saneczkarstwo         | Jedynki kobiet          | 2:51,056 min |

## Skład kadry

### Biathlon
Mężczyźni
| Zawodnik                                                   | Konkurencja         | czas biegu | Kary | Łączny czas | Pozycja |
| ---------------------------------------------------------- | ------------------- | ---------- | ---- | ----------- | ------- |
| Heinrich Mehringer                                         | Bieg na 20 km       | 1:16:49,15 | 2    | 1:18:49,15  | 11.     |
| Josef Niedermeier                                          | Bieg na 20 km       | 1:18:33,63 | 5:00 | 1:23:33,63  | 26.     |
| Alois Kanamüller                                           | Bieg na 20 km       | 1:17:25,26 | 8:00 | 1:25:25,26  | 34.     |
| Heinrich Mehringer Gerhard Winkler Josef Keck Claus Gehrke | Sztafeta 4 × 7,5 km | 2:04:11,86 | 0    | 2:04:11,86  | 4.      |

### Biegi narciarskie
Mężczyźni
| Zawodnik                                              | Konkurencja        | czas               | Pozycja            |
| ----------------------------------------------------- | ------------------ | ------------------ | ------------------ |
| Georg Zipfel                                          | Bieg na 15 km      | 45:38,10           | 7.                 |
| Georg Kandlinger                                      | Bieg na 15 km      | 47:20,13           | 31.                |
| Franz Betz                                            | Bieg na 15 km      | 47:39,15           | 38.                |
| Hans Speicher                                         | Bieg na 15 km      | 48:28,90           | 45.                |
| Georg Zipfel                                          | Bieg na 30 km      | 1:34:04,71         | 14.                |
| Franz Betz                                            | Bieg na 30 km      | 1:34:55,54         | 18.                |
| Hans Speicher                                         | Bieg na 30 km      | 1:36:52,45         | 36.                |
| Walter Demel                                          | Bieg na 30 km      | 1:37:44,17         | 40.                |
| Georg Zipfel                                          | Bieg na 50 km      | 2:46:20,30         | 23.                |
| Walter Demel                                          | Bieg na 50 km      | 1:46:55,95         | 25.                |
| Franz Betz                                            | Bieg na 50 km      | Nie ukończył biegu | Nie ukończył biegu |
| Georg Kandlinger                                      | Bieg na 50 km      | Nie ukończył biegu | Nie ukończył biegu |
| Franz Betz Georg Kandlinger Walter Demel Georg Zipfel | Sztafeta 4 × 10 km | 2:12:38,96         | 9.                 |

Kobiety
| Zawodnik        | Konkurencja   | czas     | Pozycja |
| --------------- | ------------- | -------- | ------- |
| Michaela Endler | Bieg na 5 km  | 17:08,98 | 21.     |
| Iris Schulze    | Bieg na 5 km  | 18:04,81 | 33.     |
| Michaela Endler | Bieg na 10 km | 32:56,52 | 25.     |
| Iris Schulze    | Bieg na 10 km | 33:43,82 | 31.     |

### Bobsleje
Mężczyźni
| Osada  | Zawodnik                                                           | Konkurencja | Ślizg 1 | Ślizg 2 | Ślizg 3 | Ślizg 4 | Łącznie | Pozycja |
| ------ | ------------------------------------------------------------------ | ----------- | ------- | ------- | ------- | ------- | ------- | ------- |
| GER-I  | Wolfgang Zimmerer Manfred Schumann                                 | Dwójki      | 56,09   | 56,31   | 56,26   | 56,33   | 3:44,99 | srebro  |
| GER-II | Georg Heibl Fritz Ohlwärter                                        | Dwójki      | 56,36   | 56,43   | 56,59   | 56,75   | 3:46,13 | 5.      |
| GER-I  | Wolfgang Zimmerer Peter Utzschneider Bodo Bittner Manfred Schumann | Czwórki     | 54,82   | 54,87   | 55,53   | 56,15   | 3:41,37 | brąz    |
| GER-II | Georg Heibl Hans Morant Siegfried Radandt Fritz Ohlwärter          | Czwórki     | 54,92   | 54,98   | 55,70   | 56,87   | 3:42,47 | 5.      |

### Hokej na lodzie
Reprezentacja mężczyzn
| - Erich Weishaupt - Toni Kehle - Rudi Thanner - Josef Völk - Udo Kießling - Stefan Metz - Klaus Auhuber - Ignaz Berndaner - Rainer Philipp |  | - Lorenz Funk - Wolfgang Boos - Ernst Köpf - Ferenc Vozar - Walter Köberle - Erich Kühnhackl - Alois Schloder - Martin Hinterstocker - Franz Reindl |

Reprezentacja Niemiec w rundzie kwalifikacyjnej pokonała zespół Szwajcarii 5:1 i awansowała do grupy A turnieju olimpijskiego. W grupie A zajęła 3. miejsce zdobywając brązowy medal.

#### Runda kwalifikacyjna
| 3 lutego 1976 | RFN | 5:1 | Szwajcaria |  |

|  |  |  |  |  |

### Grupa A
| Drużyna           | M | Mecze | Mecze | Mecze | Bramki | Bramki | Bramki | Pkt | Uwagi |
| Drużyna           | M | W     | R     | P     | +      | –      | +/-    | Pkt | Uwagi |
| ----------------- | - | ----- | ----- | ----- | ------ | ------ | ------ | --- | ----- |
| ZSRR              | 5 | 5     | 0     | 0     | 40     | 11     | +29    | 10  |       |
| Czechosłowacja    | 5 | 3     | 0     | 1     | 17     | 10     | +7     | 6   |       |
| RFN               | 5 | 2     | 0     | 3     | 21     | 24     | -3     | 4   |       |
| Finlandia         | 5 | 2     | 0     | 3     | 19     | 18     | +1     | 4   |       |
| Stany Zjednoczone | 5 | 2     | 0     | 3     | 15     | 21     | -6     | 4   |       |
| Polska            | 5 | 0     | 0     | 4     | 9      | 37     | -28    | 0   |       |

Wyniki
| 6 lutego 1976 | RFN | 7:4 | Polska |  |

|  |  | (5:2, 0:0, 2:2) |

| 8 lutego 1976 | Finlandia | 5:3 | RFN |  |

|  |  |  |  |  |

| 10 lutego 1976 | ZSRR | 7:3 | RFN |  |

|  |  |  |  |  |

| 12 lutego 1976 | Czechosłowacja | 7:4 | RFN |  |

|  |  |  |  |  |

| 14 lutego 1976 | RFN | 4:1 | Stany Zjednoczone |  |

|  |  |  |  |  |

### Kombinacja norweska
Mężczyźni
| Zawodnik      | Konkurencja   | Bieg narciarski | Bieg narciarski | Bieg narciarski | Skoki narciarskie | Skoki narciarskie | Skoki narciarskie | Skoki narciarskie | Skoki narciarskie | Skoki narciarskie | Skoki narciarskie | Skoki narciarskie | Łącznie | Pozycja |
| Zawodnik      | Konkurencja   | Czas biegu      | Pozycja         | Punkty          | Skok 1            | Nota              | Skok 2            | Nota              | Skok 3            | Nota              | Punkty            | Pozycja           | Łącznie | Pozycja |
| ------------- | ------------- | --------------- | --------------- | --------------- | ----------------- | ----------------- | ----------------- | ----------------- | ----------------- | ----------------- | ----------------- | ----------------- | ------- | ------- |
| Urban Hettich | Indywidualnie | 48:01,55        | 1.              | 220,00          | 70,5              | 97,1              | 74,5              | 98,7              | 75,0              | 100,2             | 198,9             | 11.               | 418,90  | srebro  |
| Günther Abel  | Indywidualnie | 50:29,77        | 14.             | 197,77          | 74,0              | 101,2             | 72,0              | 91,7              | 74,0              | 95,6              | 196,8             | 14.               | 394,57  | 14.     |

### Łyżwiarstwo figurowe
| Zawodnik                      | Konkurencja   | Nota   | Pozycja |
| ----------------------------- | ------------- | ------ | ------- |
| Isabel Duval de Navarre       | Solistki      | 182,42 | 5.      |
| Dagmar Lurz                   | Solistki      | 178,04 | 10.     |
| Corinna Halke Eberhard Rausch | Pary sportowe | 127,37 | 8.      |

### Łyżwiarstwo szybkie
Mężczyźni
| Zawodnik        | Konkurencja        | Konkurencja        | Konkurencja    | Konkurencja    | Konkurencja    | Konkurencja    | Konkurencja    | Konkurencja    | Konkurencja      | Konkurencja      |
| Zawodnik        | Bieg na 500 m      | Bieg na 500 m      | Bieg na 1000 m | Bieg na 1000 m | Bieg na 1500 m | Bieg na 1500 m | Bieg na 5000 m | Bieg na 5000 m | Bieg na 10 000 m | Bieg na 10 000 m |
| Zawodnik        | Czas               | Miejsce            | Czas           | Miejsce        | Czas           | Miejsce        | Czas           | Miejsce        | Czas             | Miejsce          |
| --------------- | ------------------ | ------------------ | -------------- | -------------- | -------------- | -------------- | -------------- | -------------- | ---------------- | ---------------- |
| Horst Freese    | Nie ukończył biegu | Nie ukończył biegu | 1:21,48        | 9.             |                |                |                |                |                  |                  |
| Herbert Schwarz |                    |                    |                |                | 2:03,76        | 12.            | 7:52,26        | 15.            |                  |                  |

Kobiety
| Zawodnik       | Konkurencja   | Konkurencja   | Konkurencja    | Konkurencja    | Konkurencja    | Konkurencja    | Konkurencja    | Konkurencja    |
| Zawodnik       | Bieg na 500 m | Bieg na 500 m | Bieg na 1000 m | Bieg na 1000 m | Bieg na 1500 m | Bieg na 1500 m | Bieg na 3000 m | Bieg na 3000 m |
| Zawodnik       | Czas          | Miejsce       | Czas           | Miejsce        | Czas           | Miejsce        | Czas           | Miejsce        |
| -------------- | ------------- | ------------- | -------------- | -------------- | -------------- | -------------- | -------------- | -------------- |
| Monika Holzner | 44,36         | 12.           | 1:29,54        | 5.             |                |                |                |                |

### Narciarstwo alpejskie
Mężczyźni
| Zawodnik             | Konkurencja | Konkurencja | Konkurencja       | Konkurencja       | Konkurencja   | Konkurencja   | Konkurencja       | Konkurencja       | Konkurencja      | Konkurencja      |
| Zawodnik             | Zjazd       | Zjazd       | Slalom gigant     | Slalom gigant     | Slalom gigant | Slalom gigant | Slalom specjalny  | Slalom specjalny  | Slalom specjalny | Slalom specjalny |
| Zawodnik             | Czas        | Pozycja     | Czas 1. przejazdu | Czas 2. przejazdu | Czas łączny   | Pozycje       | Czas 1. przejazdu | Czas 2. przejazdu | Czas łączny      | Pozycja          |
| -------------------- | ----------- | ----------- | ----------------- | ----------------- | ------------- | ------------- | ----------------- | ----------------- | ---------------- | ---------------- |
| Peter Fischer        | 1:48,18     | 15.         |                   |                   |               |               |                   |                   |                  |                  |
| Sepp Ferstl          | 1:48,41     | 17.         | 1:49,98           | 1:51,54           | 3:41,52       | 28.           | 1:06,32           | 1:08,02           | 2:14,34          | 20.              |
| Michael Veith        | 1:49,02     | 22.         |                   |                   |               |               |                   |                   |                  |                  |
| Wolfgang Junginger   | 1:50,48     | 29.         | 1:49,79           | 1:46,23           | 3:36,02       | 19.           | 1:00,95           | 1:06,13           | 2:07,08          | 6.               |
| Albert Burger        |             |             | 1:47,32           | 1:45,36           | 3:32,68       | 10.           |                   |                   |                  |                  |
| Christian Neureuther |             |             | 1:52,29           | 1:51,73           | 3:44,02       | 30.           | 1:01,70           | 1:04,86           | 2:06,56          | 5.               |

Kobiety
| Zawodniczka         | Konkurencja | Konkurencja | Konkurencja   | Konkurencja   | Konkurencja       | Konkurencja               | Konkurencja               | Konkurencja               |
| Zawodniczka         | Zjazd       | Zjazd       | Slalom gigant | Slalom gigant | Slalom specjalny  | Slalom specjalny          | Slalom specjalny          | Slalom specjalny          |
| Zawodniczka         | Czas        | Pozycja     | Czas          | Pozycja       | Czas 1. przejazdu | Czas 2. przejazdu         | Czas łączny               | Pozycja                   |
| ------------------- | ----------- | ----------- | ------------- | ------------- | ----------------- | ------------------------- | ------------------------- | ------------------------- |
| Rosi Mittermaier    | 1:46,16     | złoto       | 1:29,25       | srebro        | 46,77             | 43,77                     | 1:30,54                   | złoto                     |
| Irene Epple         | 1:48,91     | 10.         | 1:31,46       | 15.           |                   |                           |                           |                           |
| Evi Mittermaier     | 1:49,23     | 13.         | 1:30,64       | 8.            |                   |                           |                           |                           |
| Maria Epple         | 1:51,41     | 23.         | 1:33,02       | 24.           |                   |                           |                           |                           |
| Pamela Behr         |             |             |               |               | 46,68             | 45,63                     | 1:32,31                   | 5.                        |
| Christa Zechmeister |             |             |               |               | 48,20             | 45,52                     | 1:33,72                   | 7.                        |
| Monika Berwein      |             |             |               |               | 49,17             | Nie ukończyła 2.przejazdu | Nie ukończyła 2.przejazdu | Nie ukończyła 2.przejazdu |

### Saneczkarstwo
Mężczyźni
| Zawodnik                         | Konkurencja | Ślizg 1 | Ślizg 2 | Ślizg 3 | Ślizg 4                | Łącznie                | Pozycja                |
| -------------------------------- | ----------- | ------- | ------- | ------- | ---------------------- | ---------------------- | ---------------------- |
| Josef Fendt                      | Jedynki     | 52,694  | 51,933  | 51,749  | 51,820                 | 3:28,196               | srebro                 |
| Anton Winkler                    | Jedynki     | 52,755  | 52,194  | 52,219  | 52,362                 | 3:29,520               | 6.                     |
| Stefan Hölzlwimmer               | Jedynki     | 52,766  | 52,226  | 52,036  | Nie ukończył 4. ślizgu | Nie ukończył 4. ślizgu | Nie ukończył 4. ślizgu |
| Hans Brandner Balthasar Schwarm  | Dwójki      | 42,792  | 43,097  |         |                        | 1:25,589               | srebro                 |
| Stefan Hölzlwimmer Rudi Größwang | Dwójki      | 43,205  | 43,033  |         |                        | 1:26,238               | 4.                     |

Kobiety
| Zawodnik             | Konkurencja | Ślizg 1 | Ślizg 2 | Ślizg 3 | Ślizg 4 | Łącznie  | Pozycja |
| -------------------- | ----------- | ------- | ------- | ------- | ------- | -------- | ------- |
| Elisabeth Demleitner | Jedynki     | 43,138  | 42,535  | 42,388  | 42,995  | 2:51,056 | brąz    |
| Monika Scheftschik   | Jedynki     | 42,863  | 42,732  | 42,981  | 42,964  | 2:51,540 | 7.      |

### Skoki narciarskie
Mężczyźni
| Konkurencja            | Skoczek            | Skok 1    | Skok 1 | Skok 2    | Skok 2 | Nota  | Pozycja |
| Konkurencja            | Skoczek            | odległość | Nota   | odległość | Nota   | Nota  | Pozycja |
| ---------------------- | ------------------ | --------- | ------ | --------- | ------ | ----- | ------- |
| Skocznia normalna K-84 | Alfred Grosche     | 80,0      | 115,3  | 80,5      | 116,6  | 231,9 | 10.     |
| Skocznia normalna K-84 | Sepp Schwinghammer | 75,5      | 106,1  | 76,5      | 109,2  | 215,3 | 23.     |
| Skocznia duża K-104    | Alfred Grosche     | 89,5      | 100,3  | 84,5      | 92,8   | 193,1 | 16.     |